# Conférence de Bruxelles de 1874
Pour les articles homonymes, voir Convention de Bruxelles.
La Conférence de Bruxelles de 1874 se tient du 27 juillet au 27 août 1874, dans le but d'adopter une convention internationale sur les lois et coutumes de la guerre. L'initiative est venue du tsar russe Alexandre II. Des délégués de 15 pays européens ont participé à la conférence. Les résolutions de la conférence formulées dans la « Déclaration sur les lois et coutumes de la guerre » n'ont pas conduit par la suite à un traité de droit international contraignant car la déclaration finale n'a pas été ratifiée par les Puissances, mais elles ont représenté une base importante pour les développements ultérieurs dans le domaine du droit international humanitaire. Cette conférence a été initiée après le bombardement de Valparaíso, une ville portuaire importante et non fortifiée du Chili, par l'Espagne pendant la guerre hispano-sud-américaine.

## Importance juridique et historique
L'objet des négociations à la Conférence de Bruxelles de 1874 était un projet de convention rédigé par l'expert russe en droit international Frédéric Fromhold de Martens. Bien que le document, composé à l'origine de 71 articles, ait été accepté par les délégués avec plusieurs modifications et réductions, la Déclaration concernant les lois et coutumes de la guerre sur terre, qui comprenait finalement 56 articles, n'a jamais atteint le statut d'accord international contraignant en raison du manque de ratifications ultérieures. Cependant, ce projet a été un pas important vers la codification des lois de la guerre. L'Institut de droit international fondé en 1873 par l'avocat genevois Gustave Moynier a nommé un comité pour examiner la Déclaration de Bruxelles et soumettre des propositions. Cela a conduit à l'adoption en 1880 du Manuel d'Oxford. La Déclaration de Bruxelles et le Manuel d'Oxford forment la base des Conventions de La Haye de 1899 et 1907, en particulier celle traitant de la guerre terrestre. Les Conférences de La Haye de 1899 et 1907 concernant les lois et coutumes de la guerre terrestre, auxquelles est annexée la Déclaration de La Haye sur la guerre terrestre, qui reprennent les décisions actées lors de la Conférence de Bruxelles.
La Déclaration de Bruxelles contenait, entre autres, des lignes directrices pour l'administration des territoires occupés et des définitions des combattants et des non-combattants. En outre, cette déclaration a énoncé quatre conditions relatives relatives aux combattants imposant des restrictions sur les moyens de nuire à l'ennemi qui seront reprises plus tard dans le Règlement sur les lois et coutumes de la guerre : 
- interdiction d'utiliser des substances toxiques en temps de guerre,
- interdiction de tuer un ennemi sans défense ou qui se rendait,
- interdiction de donner l'ordre de ne pas faire de quartier,
- interdiction de l'utilisation abusive du drapeau parlementaire, des drapeaux nationaux des parties en conflit et de l'emblème protecteur de la Convention de Genève de 1864.

La déclaration contenait également des règles pour les sièges et les bombardements, comme l'obligation d'épargner autant que possible les hôpitaux et les bâtiments d'importance culturelle, scientifique ou caritative, l'obligation d'éviter le pillage, et celles stipulant qu'on ne doit pas bombarder les villes et les localités « ouvertes ou qui ne sont pas défendues ». Lorsqu'il s'agissait de prisonniers de guerre, le principe s'appliquait selon lequel ils devaient être traités avec humanité. En ce qui concerne le traitement des soldats blessés et malades, la déclaration faisait référence à la Convention de Genève de 1864. D'autres règles concernaient la reddition d'une des parties du conflit et la conclusion d'un armistice.